# Нур-ахум
Нур-ахум — правитель (энси) Эшнунны, правил в конце XXI века до н. э. Вероятно, сын и преемник Ильшуилия.

## Правление
Современник царя Исина Ишби-Эрры. Нур-ахум упоминается в письме на шумерском языке к Ибби-Суэну где сказано, что Нур-ахум был утверждён Ишби-Эррой в должности энси Эшнунны. Видимо, опираясь на союз с Исином, заложил основы могущества Эшнунны; отстроил стены города; разгромил хурритские племена Субарту, причём в сражении убил их вождя; присоединил к государству Тутуб; отразил нашествие эламитов. Кирпичи с штамповочной надписью Нур-ахума были найдены в Уре .
Правил не менее 8 лет.

## Список датировочных формул Нур-ахума
|   | |
| a | Год, когда царь [и] Тишпак поразили главу Субарту кулаком / одним ударом OIP 43 170 mu dtiszpak lugal-e sag-du su-bir4-a-ke4 tibir2-ra bur2-ra bi2-in-ra-a                   |
| b | Год после года, когда царь [и] Тишпак поразили главу Субарту кулаком / одним ударом OIP 43 170 mu us2-sa dtiszpak lugal-e sag-du su-bir4-a-ke4 tibir2-ra bur2-ra bi2-in-ra-a |
| c | Год, когда для Тишпака изготовлен был роскошный жертвенник OIP 43 172 mu giszbanszur mah dtiszpak ba-dim2                                                                    |
| d | Год, когда городская стена Эшнунны была построена OIP 43 175 mu bad3 asz2-nun-naki ba-du3                                                                                    |
| e | Год, когда Тутуб был захвачен OIP 43 175 mu tu-tu-ubki ba-dab5 |
| f | Год после года, когда Тутуб был захвачен OIP 43 175 mu us2-sa tu-tu-ubki ba-dab5                                                                                             |
| g | Год, когда статуя [представляющая энси] строящего стену / в память о строительстве стены была изготовлена OIP 43 176 mu alan bad3 du3-a ba-dim2                              |
| h | Год, когда напали эламиты OIP 43 184 mu elam i3-im-zi |

| Династия Эшнунны          |                                      |                    |
| Предшественник: Ильшуилия | царь Эшнунны конец XXI века до н. э. | Преемник: Кирикири |